# Dorfkirche Gägelow

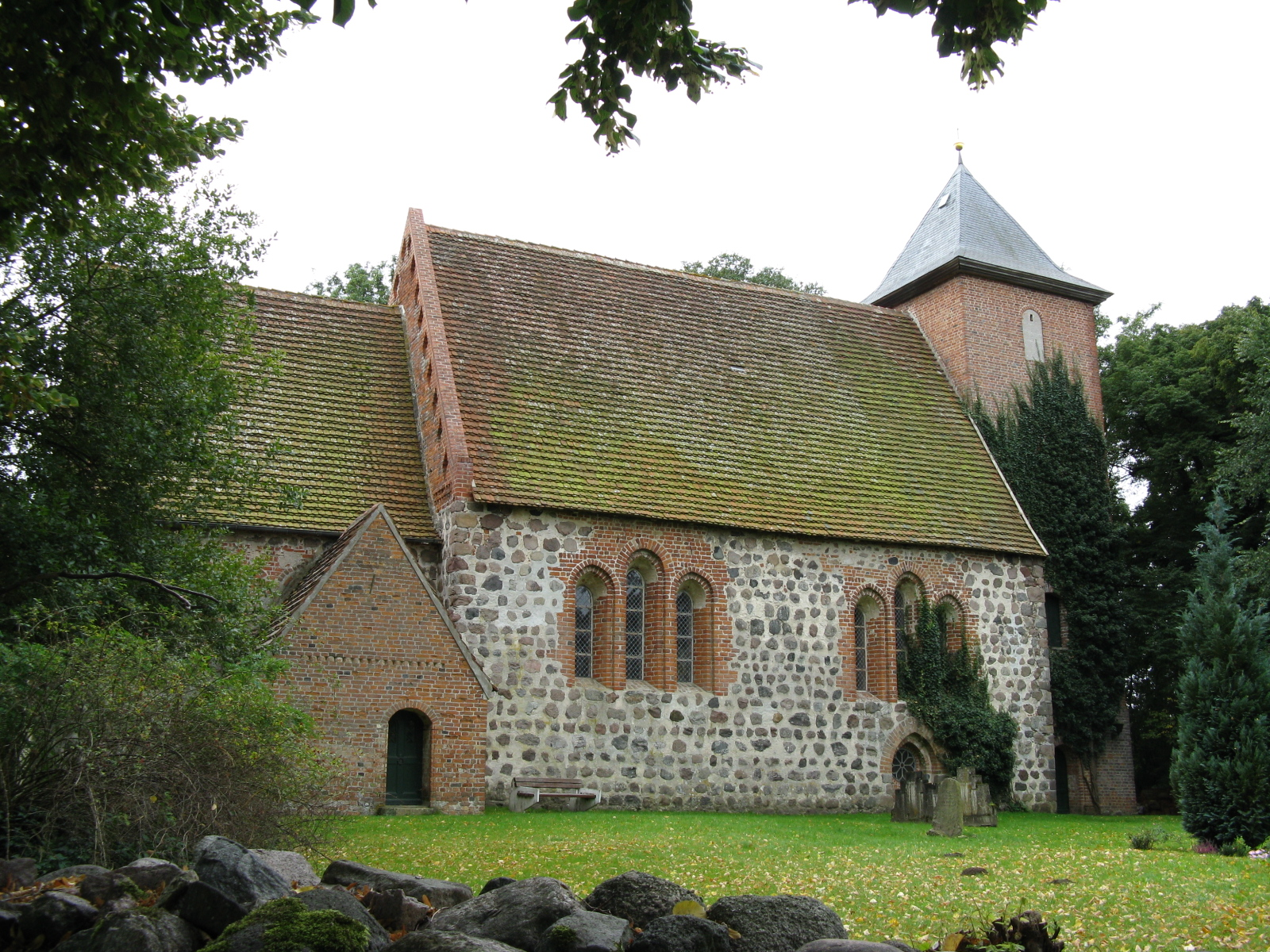
Dorfkirche Gägelow, Nordseite (2008)

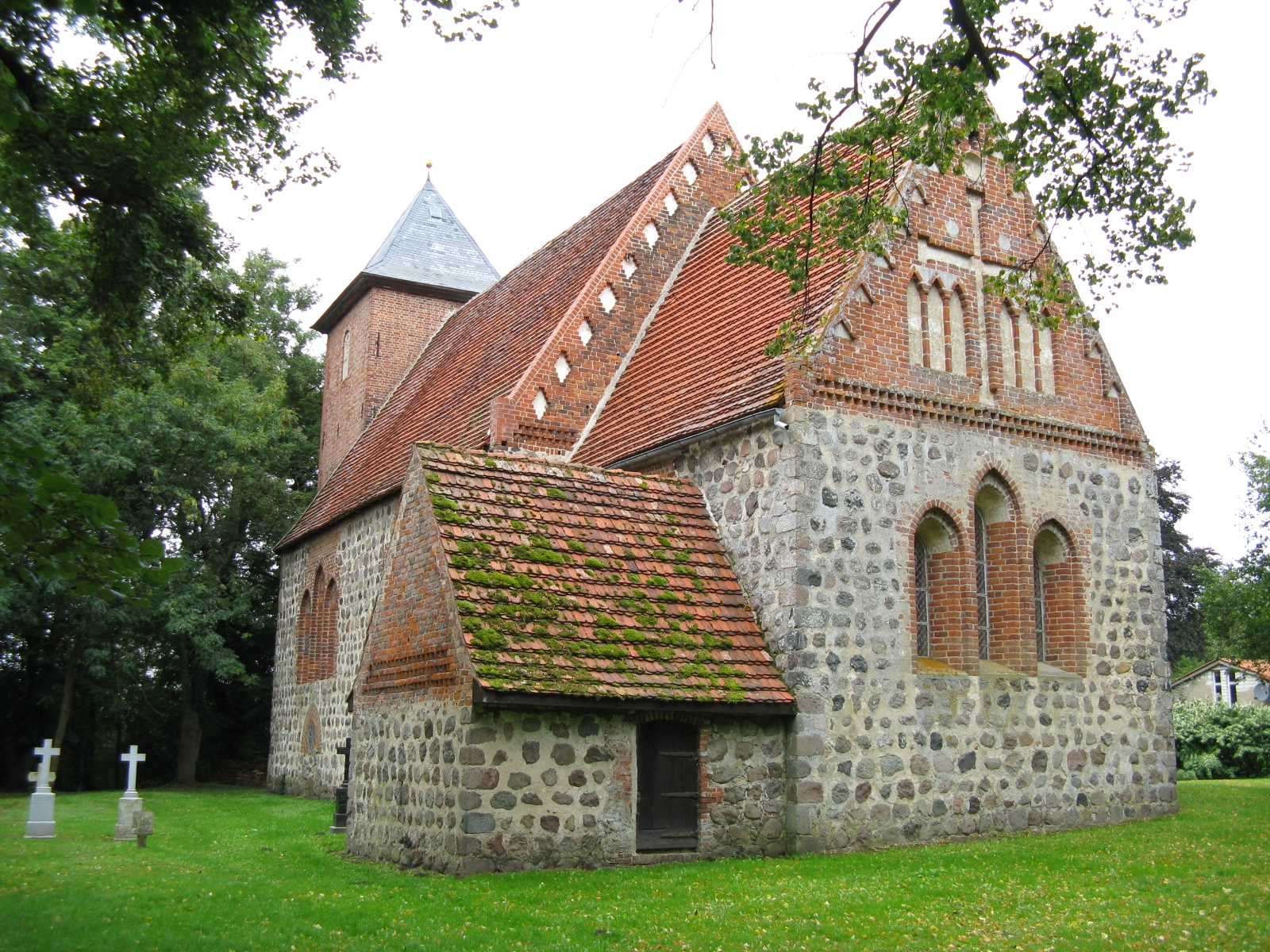
Ansicht von Südost mit ehemaliger Sakristei (2008)

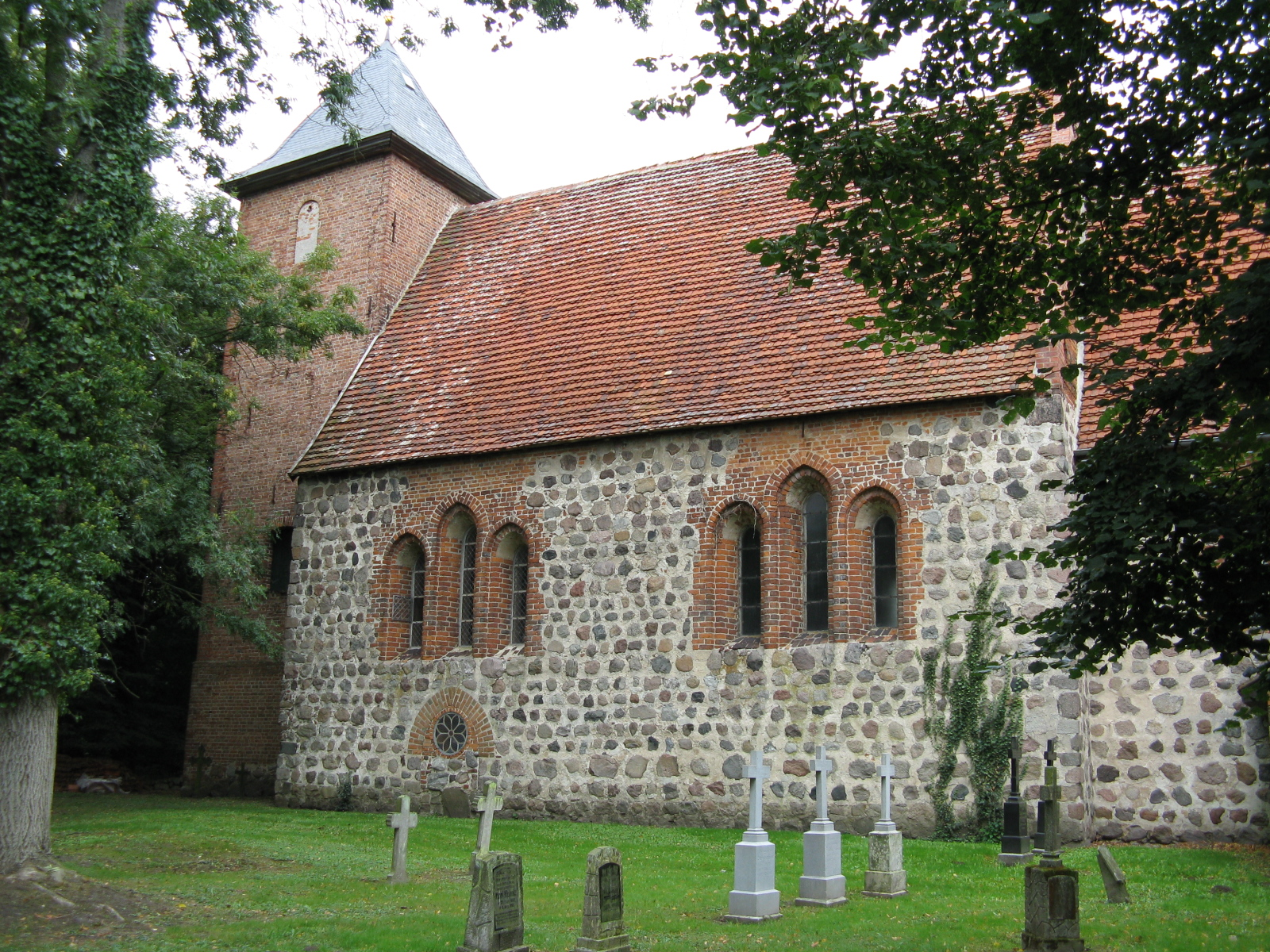
Südseite (2008)

Die evangelische Dorfkirche Gägelow ist eine frühgotische Feldsteinkirche im Ortsteil Gägelow von Sternberg im Landkreis Ludwigslust-Parchim in Mecklenburg-Vorpommern. Sie gehört zur Kirchengemeinde Dabel im Kirchenkreis Sternberg in der Propstei Wismar der Evangelisch-Lutherischen Kirche in Norddeutschland (Nordkirche). Das Chorgestühl wird auf das Entstehungsjahr 1247 datiert und gilt als das älteste erhaltene Chorgestühl in Deutschland.

## Geschichte
Die Ortsbezeichnung Gägelow ist vermutlich in die Wendenzeit zurückzuführen. Nach dem altslawischen Wort gogoli (für Quäkente) wird der Ort mit Entenort in Verbindung gebracht.
Bischof Hermann von Schwerin überwies am 1. Januar 1270 die Kirche von Gägelow – Goghelow – zusammen mit den Kirchen in Schwaan, Hohen Sprenz, Lüssow, Alt Güstrow, Kritzkow, Groß Raden, Sternberg, Kambs und Witzin dem Archidiakonat des Kollegiatstiftes zu Bützow – de Butzowe. Dort und in der Umgebung – außer in Gägelow auch in Sternberg, Mustin, Zülow, Pastin, Rosenow, Holzendorf, Borkow und Woserin – war die alte Adelsfamilie Kramon schon vom 13. Jahrhundert her begütert und machte sich in den Jahren 1319 und 1320 durch reiche Zuweisungen an Pfarre und Kirche zu Gägelow verdient. Zwei Angehörige derselben Familie waren in vorreformatorischer Zeit Pfarrer zu Gägelow: Um 1319 war Helmold von Kramon Pfarrer in Gägelow – Helmoldus de Cramona plebanus in Gogelow – und trug selber durch reiche Dotationen wesentlich zur Ausstattung seiner Pfarre bei. Um 1440 war dann Otto von Kramon Kirchherr zu Gägelow. Von seinen Vettern Conrad und Heinrich von Kramon kaufte er 20 Hufen zum Eigentum der Pfarre und erlangte von Herzog Heinrich II. ihre Befreiung vom Lehen mit ritterschaftlichen Pflichten für sich und seine Nachfolger.
Auch nach der Reformation hatten die von Kramon das Kirchenpatronat inne und setzten 1579 Adam Lönnis als Prediger ein. Die Pastiner Bauern mochten diesen nicht und verklagten die von Kramon beim Herzog Ulrich in Güstrow. Bis 1624 blieb das Kirchenpatronat bei den von Kramon. Danach hatte das Kloster Dobbertin das Patronat inne. 1633 berichtet Pastor Johann Goeß, der 1638 auch an der Pest starb, dass Gägelow von Soldaten niedergebrannt und die Gemeinde durch Hunger, Pest und Schwert fast ganz aufgerieben war: „Die Kirche ist verwüstet und lange Jahr, Tag und Nacht unverschlossen gewesen, aller Kirchenornat ist hinweggestohlen. Das Kirchenbuch und alle alten Urkunden, deren eine ziemliche Anzahl gewesen, sind abhanden gekommen. Ist also der Gottesdienst eine geraume Zeit unterlassen worden und die Kirche und Gottes Haus wüste gestanden und die Gemeinde eine geraume Zeit ohne Prediger gewesen.“
Bei seinem Amtsantritt 1650 schrieb Pastor Heinrich Rehe „zu Gägelow noch immer danieder, daher ich ein halbes Jahr in Sternberg mich aufgehalten habe und folgendes fast anderthalb Jahr in Dabel“. Anno 1652 hatte man das Pfarrhaus zu bauen angefangen, gleichzeitig die Küsterei, 1654 ist die Scheune gebaut, 1665 das Backhaus, „daß also innerhalb von 15 Jahren alle Zimmer, so zuvor gewesen, wiederum in Stand gebracht worden sind. Die Kirche ist sehr oft baufällig gewesen, der Turm so sehr verdorben, daß er nichts nütze gewesen. Anno 1652 hat man nun befunden, daß etliche Spähn und Hölzer der Kirche abgefault und auf dem Gewölbe gelegen sind, und man hat zu der Zeit andere Hölzer daruntergebracht und dem gänzlichen Ruin, soweit möglich gewesen, gewehret“.
1775 ging das Patronat vom Borkower Stallmeister Seitz für 1000 Reichstaler in Landesherrlichen Besitz über. 1832 erstritt Pastor Behm einen Erbpachtkontrakt über das Gägelower Pfarrgut, durch den die Pfarrinhaber im Wesentlichen von der Gutslast befreit wurden.
Die Gägelower Kirche wurde nach der Restaurierung am 21. Februar 1858 in Anwesenheit Seiner Königlichen Hoheit Großherzog Friedrich Franz II. feierlich eingeweiht.

## Baugeschichte
Die Kirche ist ein altes, auf tiefgegründeten Feldsteinfundamenten gebautes Gebäude, aus zum Teil behauenen Feldsteinen und in den Fensteröffnungen und Gliederungen aus Backsteinen errichtet. Während der mittelalterlichen Bauphasen wurde der Chor um 1260 und das Langhaus um 1270 errichtet. Hier wurde Ruchow 1267 nach der zeitlichen Sakralarchitektur sehr ähnlich wie Gägelow gebaut. In der Gägelower Feldsteinkirche muss es um die Mitte des 14. Jahrhunderts gebrannt haben, denn das Dachtragwerk von Chor und Langhaus wurden zwischen 1353 und 1354 erneuert. An den Mauern im Dachraum und im Choreinzugswinkel konnten Brandspuren nachgewiesen werden. Bei der Dacherneuerung wurden Abbundzeichen mit gerissenen und geteilten, ausgestemmten Zeichen mit anliegenden Verbindungszeichen verwendet. Die Dendrodaten 1354 der Kirche zu Gägelow als „Schwesternbau“ liegen ein gutes Jahrhundert hinter der Erbauungszeit der nahe gelegenen Kirche zu Ruchow.
Nach Ende des Dreißigjährigen Krieges war 1653 in einem Visitationsprotokoll zu lesen: „Die Kirche ist sehr bawfellig, ist mit steinen gedecket, gewelbet. aber sie hat gar viel risse, der Thurm ist heruntergefallen, und stehet nur das unterste theyl.“ In der Folgezeit wurde die Kirche zu Gägelow offensichtlich instand gesetzt, denn 1684 soll sie ausgemalt worden sein, was im Lande zu der sprichwörtlichen Wendung „So bunt als die Gägelow’sche Kirche“ führte. Aus alten unvollständigen Kirchenakten ist zu entnehmen, dass zwischen Juli und September 1794 die Herzoglich Mecklenburgische Regierung zur Reparatur der Kirche und des Turmes angewiesen hatte, dass aus ihren Forsten „unentgeltlich“ Holzmaterial und aus den Ziegeleien 9.500 Dachsteine und 3.500 Mauersteine „gegen Erlegung des Brennerlohns“ angeliefert werden.
1857 wurde die Kirche durch den Schweriner Landbaumeister Voß einer vollständigen Restaurierung unterzogen. Die Malerarbeiten führte der Schweriner Maler Theodor Fischer, der auch im Schweriner Schloss und der Schlosskirche tätig war, aus. Er wohnte beim Erbpächter Schmidt in Gägelow. Die Entwürfe auf den Kartons hatte der Geheime Archivrat Lisch aus Schwerin geprüft, die danach „zur allgemeinen großer Befriedigung“ ausgeführt wurden, die Kosten übernahm der Gutsherr Fabricius auf Rothen.
Am 5. November 1969 wurde das verfallene Pfarrhaus zum Abbruch freigegeben mit der Verpflichtung, den Standort der Ruine so einzuebnen, dass kein Schutt zurückbleibt. Die Pfarrscheune und der Wagenschauer waren schon 1963 abgebrochen worden.
1994 konnte mit ersten Sicherungs- und Sanierungsarbeiten an der Kirche begonnen werden. Der Kirchturm wurde mit Schiefer neu eingedeckt und der Dachstuhl ausgebessert. Die Dächer von Kirchenschiff und Chor wurden mit Dachziegeln neu eingedeckt. Der Wetterhahn mit der Inschrift FF (Friedrich Franz) 1796 und die Kugel erhielten nach der Reparatur eine neue Vergoldung. Mit Münzen und Dokumenten versehen wurden beide zur 725-Jahr-Feier von Gägelow am 2. Juni 1995 auf die Turmspitze gebracht. Die Fenster erhielten eine neue Verglasung und die Kirche einen Stromanschluss. 1997 hatte die Wismarer Restauratorin Annette Seiffert in Vorbereitung einer späteren inneren Sanierung der Kirche alte Wandmalereien unter der weißen Farbschicht freigelegt.
Ende September 2017 wurde der Förderverein für den Erhalt der Kirche zu Gägelow e.V. im Pfarrhaus zu Dabel gegründet.

## Baubeschreibung

### Äußeres
Die Dorfkirche Gägelow ist ein sorgfältig ausgeführter einschiffiger Feldsteinbau aus dem dritten Viertel des 13. Jahrhunderts mit eingezogenem Chor auf quadratischem Grundriss mit einem Backsteingiebel ähnlich demjenigen der Dorfkirche Ruchow. Die ehemalige Sakristei auf der Südseite wird als Grabkapelle der Familie von Bülow genutzt und besitzt einen Giebel aus Backstein mit dreifachem Zahnfries.
Der barocke Westturm aus Backsteinen und mit Schiefer eingedeckten kurzen Pyramidenhelm entstand vermutlich im Jahr 1796 als Ummauerung eines älteren hölzernen Turms und verdeckt teilweise den Westgiebel mit steigendem Rautenfries. Die Backsteine haben eine Abmessung von 26 cm × 13 cm × 9,5 cm.
Der Chorgiebel zeigt über doppeltem Zahnfries ein großes Blendenkreuz mit zu Dreiergruppen gekuppelten Blenden und an den Schrägen einen ansteigenden Spitzbogenfries. An der Nord- und Südseite des Schiffs sind je zwei Lanzettfenster mit schrägen Laibungen zu Dreiergruppen zusammengefasst, wobei das mittlere Fenster im Scheitel höher liegt als das äußere. Der Chor besitzt auf seiner Ostseite eine dreiteilige und an der Süd- und Nordseite eine zweiteilige Fenstergruppe, letztere wurde durch den Nordanbau von außen geschlossen.
Die beiden spitzbogigen Portale des Schiffs mit abgetreppten Gewänden sind vermauert. Im Norden ist eine Vorhalle aus Backstein angebaut, die wohl aus dem 18. Jahrhundert stammt.

### Inneres
Das Innere des Schiffs und des Chores sind mit Domikalgewölben geschlossen, die mit Bandrippen und Scheitelringen versehen und durch einen spitzbogigen Gurtbogen und einen sehr breiten Triumphbogen voneinander geschieden sind.

#### Wand- und Gewölbemalereien
Ihren Ruf im Lande und über die mecklenburgischen Grenzen hinaus hat die Kirche durch ihre innere Bemalung der Gewölbe mit dem Spruch: „So bunt as de Gägelowsch Kark“ (so bunt wie die gägelowsche Kirche) erhalten.
Im Jahr 1857 wurde das Kircheninnere einer umfassenden Restaurierung unter Leitung von Landesbaumeister Voß aus Schwerin unterzogen, bei der das gesamte Gestühl erneuert und die Wände eine „neue Tünche“ erhielten. Aus dieser Zeit stammt auch die Wandmalerei von Theodor Fischer, die in der Laibung des Triumphbogens Brustbilder von Mose, Jesaja und Johannes dem Täufer zeigt. An der westlichen Stirnwand des Bogens ist Christus mit Engeln dargestellt.
Die drei Gewölbe, jedes von acht Feldern, waren in Hellgelb und Grau mit Arabesken und Schnörkelwerk verziert.

#### Altar
Zur früheren Ausstattung gehörte auch ein einfacher, roh gearbeiteter, aus Eichenholz geschnitzter Flügelaltar mit übermalten Figuren, die Petrus mit Schlüssel, Maria, Christus am Kreuze, Johannes Evangelist mit Buch und Paulus mit Schwert darstellen. Die Flügel wurden 1683 auf Kosten der Dorothea von Halberstadt, Witwe des Friedrich von Zülow zur Rechten mit der Auferstehung, zur Linken mit einer Kreuzabnahme in schlechtem Geschmack übermalt. Im selben Jahr sind auch die Altarschranken erneuert worden.
Im heutigen Altaraufsatz stellt das vom Schweriner Maler Theodor Fischer-Poisson Mitte des 19. Jahrhunderts geschaffene Altarbild den auferstandenen Christus dar. Durch verschiedene Verunreinigungen beschädigt, wurde das Gemälde im Sommer 2020 durch die Restauratorinnen Felicitas Klein aus Berlin und Sabine Princ aus München kostenlos restauriert.

#### Chorgestühl
Von der älteren Ausstattung ist ein sechssitziges Chorgestühl aus Eichenholz mit krabbenbesetzten Wangen erhalten. Dieses stammt dendrochronologischen Untersuchungen nach aus dem Jahr 1247 und ist damit in seiner zusammenhängenden Konstruktion das älteste erhaltene Chorgestühl in Deutschland. Das zwei Tonnen schwere Chorgestühl ist zweieinhalb Meter hoch, knapp viereinhalb Meter lang und hat eine Tiefe von 80 Zentimeter. Ursprünglich stammt das Chorgestühl vermutlich aus einem nahegelegenen Kloster. Möglicherweise aus dem Kloster Dobbertin.
Im Rahmen der Neogotisierung des Kirchenraumes im Jahr 1857 wurde auch das Chorgestühl restauriert. Im Jahr 2024 erfolgte eine erneute Restaurierung. Dabei sprach die Konservatorin davon, dass das Chorgestühl damals „mittelalterlich bunt“ gewesen sein muss. Es konnten blaue und rote Pigmente nachgewiesen werden.

#### Kanzel
Die frühere um 1618 gebaute Kanzel war nach dem Inventar von 1811 eine Plessensche Stiftung.

#### Kleinkunstwerke
Eine getriebene Taufschüssel aus Messing aus dem 16./17. Jahrhundert zeigt im Teller den Sündenfall und auf dem Rande Hirsche und Hunde, von Blatt- und Zweigwerk umgeben. Im Besitz der Kirche befinden sich noch zwei silbervergoldete Kelche, einer davon mit Namen des Stifters von Scheel 1714 und dem Stempel des Güstrower Goldschmieds Abraham Rathke. Weiter zwei silbervergoldete Patenen von 1871, ein alter Zinnkelch ohne Zeichen und zwei gute Zinnleuchter.

#### Glocken
In einer 1653 durchgeführten Visitation ist zu lesen: „Im Thurm ist eine Glocke, welche sehr gefährlich hencket.“
Im Kirchturm hängen zwei Glocken. Die ehemals größere Bronzeglocke mit 1,22 m Durchmesser wurde im Ersten Weltkrieg abgegeben. 1851 wurde sie von Peter Martin Hausbrandt in Wismar umgegossen. Ihre Vorgängerin wiederum war nach dem Inventar von 1811 unter dem Patronat von Jobst von Bülow und der Katharina Magdalena von Pederstorf und dem Pastorat des Johann Friedrich Rehe von Vitus Siebenbaum im Jahre 1698 gegossen worden. An ihrer Stelle hängt heute eine Stahlgussglocke von 1925.
Die kleine, 1719 von Michael Begun aus Friedland gegossene Glocke mit dem Ton gis1-1. hat die Inschrift: „Soli Deo Campanam Hanc Comparari Jusserunt Augusta Elisabeth von Finecken Domina, Joachim von Bassevitz coenobio Dobbertinensi Praefectus, Johann Crull Küchenmeister, Michel Begun hatt mich gegossen Anno 1719“.

#### Orgel
Die Kirchgemeinde Gägelow mit ihrem Pastor Beutler sammelte schon 1851 für den Bau einer Orgel, den Rest gab der Großherzog Friedrich Franz II. aus seiner Schatulle, das Angebot der Orgel prüfte die Amtsbaubehörde zu Warin.
Die Orgel auf der Westempore ist ein Werk von Friedrich Friese III aus dem Jahr 1854 mit fünf Registern auf einem Manual und einer Transmission im Pedal.
Bis 2001 war die Orgel nicht mehr bespielbar, da ein Marder den Blasebalg zerfressen hatte. 2002 erfolgten durch den Plauer Orgelbauer Andreas Arnold vom Mecklenburger Orgelbau umfangreiche Reparaturen.
| Manual C–c3 |     |  |
| Bordun      | 16′ |  |
| Principal   | 8′  |  |
| Gedackt     | 8′  |  |
| Flöte       | 4′  |  |
| Octave      | 4′  |  |

| Pedal C–c1 |     |                |
| Subbaß     | 16′ | (Transmission) |

In der Gägelower Kirche befinden sich zwei Gedenktafeln für die Gefallenen der Befreiungskriege 1808–1815 und des Ersten Weltkriegs 1914–1918.

## Pastoren
Namen und Jahreszahlen bezeichnen die nachweisbare Erwähnung als Pastor.
- 1315–1319 Erdmann

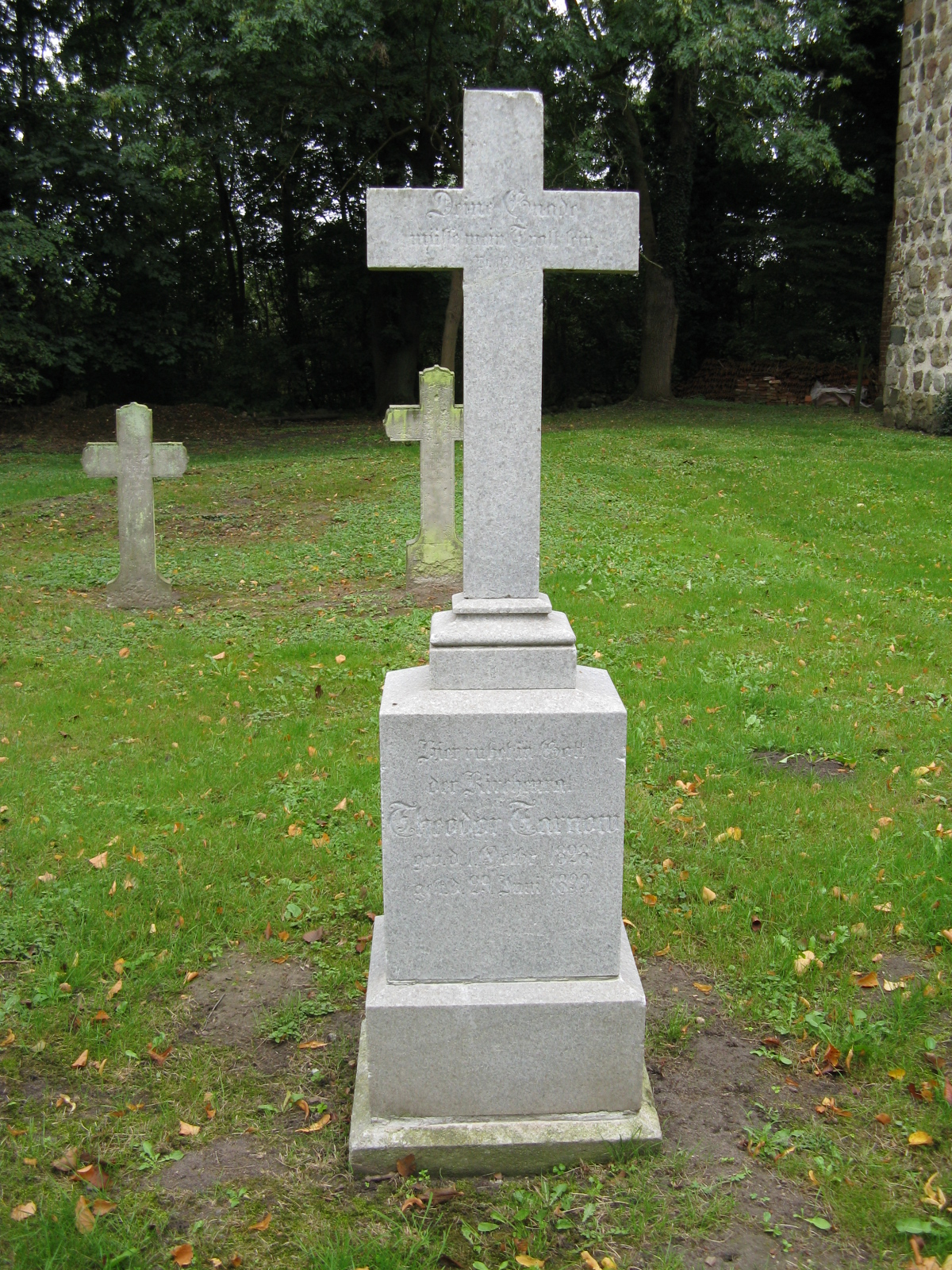
Grabkreuz Theodor Tarnow

- erwähnt 1319 Helmold von Kramon (Cramon)[34]
- 1440–1446 Otto von Kramon (Cramon)
- erwähnt 1446 Johann Speckin
- 1541–1566 Johann Horningh (Hörning), „ein gelehrter frommer Prediger, lange Jahre der Sprache untüchtig zum Predigen gewesen, lebet im Ehestand“[35]
- 1566–1578 Silvester Bareke, vorher Grevesmühlen.
- erwähnt 1579 Adam Lönnis
- 1591–1633 Heinrich Goeß, kam aus Osnabrück, vom Kloster Dobbertin aus nach Kirch Kogel berufen, starb an der Pest.
- 1633–1638 Johann Goeß, vom Kloster Dobbertin berufen.[36]
- erwähnt 1638 Johann Wulf
- 1650–1689 Heinrich Rehe, aus Wittenburg.
- 1689–1730 Johann Friedrich Rehe, Sohn von Heinrich Rehe.
- 1730–1732 Pfarre unbesetzt.
- 1732–1774 Markus Wilhelm Goldschmidt aus Holstein, vorher in Witzin.
- 1779–1812 Johann Friedrich Ternant (Tarnat) aus Güstrow, vorher Hofkandidat in Ludwigslust.
- 1813–1844 Georg Julius Ernst Breem, 1826 Präpositus.
- 1822–1832 Ulrich Johann Friedrich Darjes, Kollaborator, ab 1832 an der Rethwisch.
- 1845–1854 Friedrich Franz Traugott Georg Christoph Beutler aus Teterow, war 1829 dritter und 1839 zweiter Domprediger in Schwerin.[37] Er war ein geistig hochbegabter Mann, von sprudelndem Witz und stand in hoher Gunst beim Großherzog Friedrich Franz II., der ihn zweimal in Gägelow besuchte, einmal die Nacht bei ihm logierte.[8]
- 1855–1879 Heinrich Böcler, 1845 dritter und 1851 zweiter Domprediger Domkirche, 1879 Kirchenrat.[38]
- 1875–1876 Alfred Adolf Ernst Georg Ludwig Licius, 1874 Lehrer am Gymnasium in Schwerin, Prädikant.[39]
- 1879–1899 Theodor Ernst Eduard Tarnow, 1881 Präpositus, 1892 Kirchenrat.[40]
- 1900–1924 Adolf Hans Friedrich Sahmkow, vorher in Crivitz.[41]
- 1924–1925 Heinrich Johann Carl Jahn, Vikar.[42]
- 1925–1935 Max Carl Franz Heinrich Hillmann, 1892 Lehrer an der Mädchenbürgerschule zu Wismar.[43]
- 1935–1976 Karl Theodor Fritz Wandmacher.[44]
- 1945–1947 Werner Orphal als Vertretung mit Dienst in Sternberg.[45]
- 1982–2014 Hansherbert Lange von Dabel aus.
- 2014–2015 Jörg Heinrich als Vertretungspastor.
- 2016–2016 Dr. theol. Mitchell Grell als Vertretungspastor.

## Heutige Kirchengemeinde
Die Kirchengemeinde Gägelow wurde am 1. April 1979 mit Dabel und dem dortigen Pfarrsitz vereinigt und gehört heute noch zur Kirchengemeinde Dabel mit den Ortsteilen Borkow, Dabel, Hohenfelde, Holzendorf, Neu Pastin, Neu Woserin, Pastin, Rothen, Schlowe, Woserin mit Kirche und Zülow. Die Kirchengemeinde Dabel wurde am 2. Dezember 2003 mit der Kirchengemeinde Woserin vereinigt.

### Gedruckte Quellen
Mecklenburgisches Urkundenbuch (MUB)
Mecklenburgische Jahrbücher (MJB)

### Ungedruckte Quellen
Landeshauptarchiv Schwerin (LHAS)
- LHAS 2.12-4/2 Lehnwesen. Lehnakten I., Z.
- LHAS 2.3-4 Ritterschaftliche Brandversicherungsgesellschaft. Amt Sternberg.
- LHAS 5.12-4/2 Ministerium für Landwirtschaft, Domänen und Forsten.
- LHAS 10.09. L/06 Personalnachlass Lisch, Friedrich (1801–1883). Nr. 193 Restaurierung der Kirche in Dobbertin. Enthält u. a. Ort- und Sachindex zur Kirchenrestauration in Gägelow.

Landeskirchliches Archiv Schwerin (LKAS)
- LKAS, OKR Schwerin, Specialia Abt. 2. Nr. 014 Übertragung der Kura über die Kirche Groß Raden und Witzin nach Gägelow, 1939. Nr. 016 Gägelow, Geistliche Hebungen der Pfarre und Küsterei zu Gägelow 1840–1947. Nr. 075 Gägelow, Friedhof 1794, 1855–1934, enthält: Gundelachisches Begräbnis in der Kirche. Nr. 079 Gägelow, Bausachen Kirche, Anteil Gut Zülow an Baukosten 1812, Streitigkeiten um Kirchenstühle 1817, Umhängung des Schnitzaltars 1906, Gefallenen Ehrentafel 1921.
- LKAS, OKR Schwerin, 11. 02. 03. 01 Lichtbildersammlung Karl Schmaltz, Mk/D2 Gägelow, Kirche von Süden, vor 1935.